# U-Bahnhof Gneisenaustraße

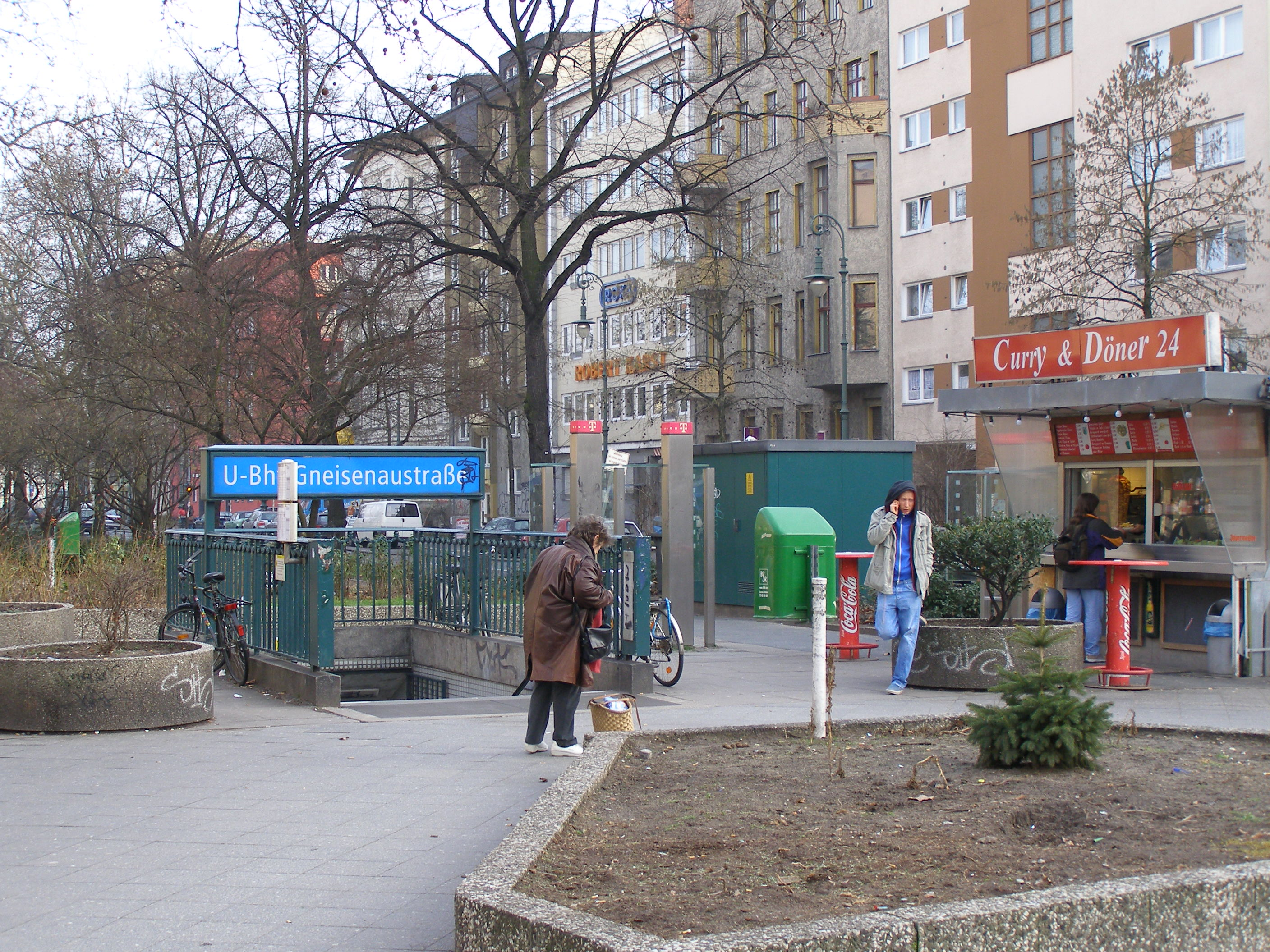
Bahnhofseingang in der Gneisenaustraße

Der U-Bahnhof Gneisenaustraße ist eine Station der Berliner U-Bahn-Linie U7. Er befindet sich unterhalb der namensgebenden Gneisenaustraße in Höhe der Mittenwalder Straße im Ortsteil Kreuzberg. BVG-intern wird die Station unter dem Kürzel Gs geführt. Der Bahnhof verfügt über einen einfachen asphaltierten Mittelbahnsteig in einfacher Tieflage mit Ausgängen an beiden Bahnsteigenden.

## Geschichte

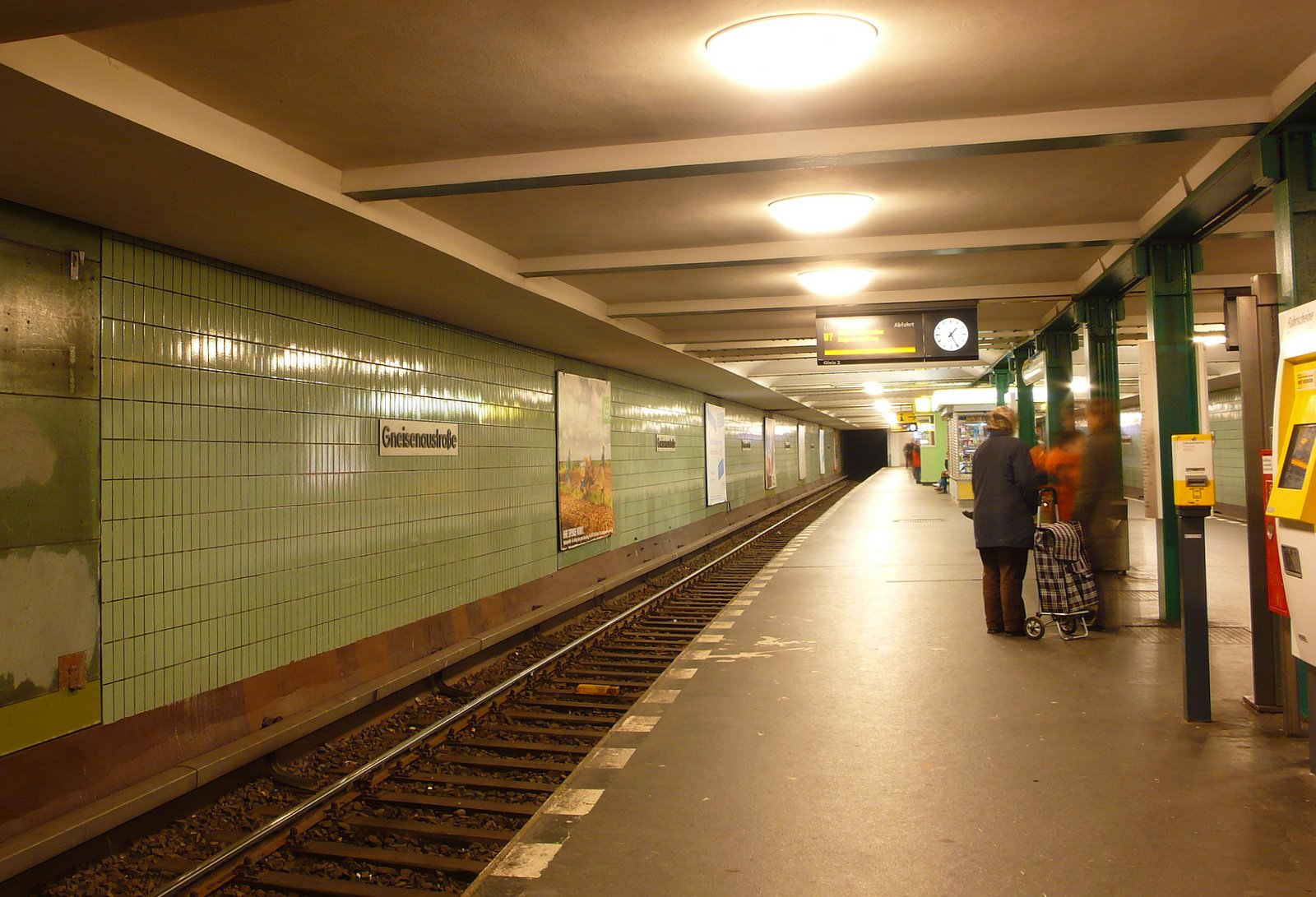
Bahnsteig

Der U-Bahnhof wurde am 19. April 1924 im Zuge der Verlängerung der Nord-Süd-Bahn (heutige Linien U6 und U7) vom Halleschen Tor in Richtung Neukölln als zwischenzeitliche Endstation in Betrieb genommen. Der Bahnhof orientierte sich ursprünglich an den anderen Stationen der Nord-Süd-Bahn. Als Kennfarbe wurde Weiß auf Weiß gewählt, die in weißer Farbe verputzten Wände waren Grundfarbe der Nord-Süd-Bahnhöfe und wurden durch eine weitere Kennfarbe ergänzt. Entsprechend waren die Aufbauten des Bahnhofs ebenfalls in Weiß gehalten. Die Bahnsteiglänge betrug zunächst 80 Meter.
Die als Linie CI bezeichnete Nord-Süd-Linie verkehrte bis zum 28. Februar 1966 von der Gneisenaustraße aus nach Britz-Süd über Neukölln in der einen sowie nach Tegel über Friedrichstraße in der anderen Richtung. Einen Tag später wurde mit der Inbetriebnahme der Strecke vom Mehringdamm zur Möckernbrücke die Linienführung geändert, sodass die nun als Linie 7 bezeichnete Linie zwischen Britz-Süd und Möckernbrücke verkehrte. Bis 1972 erfolgte die Verlängerung von Britz-Süd nach U-Bahnhof Rudow sowie bis 1984 von der Möckernbrücke bis nach Rathaus Spandau.
Im Jahr 1968 erfolgte die Verlängerung der Bahnsteige auf 110 Meter, um den Einsatz von Sechs-Wagen-Zügen anstelle von Vier-Wagen-Zügen zu ermöglichen. Gleichzeitig wurden die verputzten Wände zugunsten einer grünen Fliesenverkleidung aufgegeben.
In den Jahren 2020/2021 wurde der östliche Eingang instand gesetzt und erhielt hierbei ein der historischen Form nachempfundenes zehneckiges Portal. Ehemals waren beide Zugänge von solchen Portalen geschmückt, bis diese im Rahmen der Bahnsteigverlängerung in den 1960er Jahren durch einfache Bahnhofsschilder ersetzt wurden.
Für den Bahnhof Gneisenaustraße sind umfangreiche Sanierungs- und Umbaumaßnahmen vorgesehen. Diese beinhalten die Tunnelsanierung, den Einbau eines Aufzugs sowie eines Blindenleitsystems, die Erweiterung des Bahnhofs um einen neuen Ausgang sowie die komplette Sanierung und Neugestaltung des Bahnhofs. Im Anschluss an die Abdichtung des Tunnels soll die Sanierung des Bahnhofsinneren folgen, die voraussichtlich im Jahr 2024 abgeschlossen werden soll. Der Aufzug soll im vierten Quartal des Jahres 2025 in Betrieb gehen.

## Anbindung
| Linie | Verlauf |
| ----- | --- |
|       | Rathaus Spandau – Altstadt Spandau – Zitadelle – Haselhorst – Paulsternstraße – Rohrdamm – Siemensdamm – Halemweg – Jakob-Kaiser-Platz – Jungfernheide – Mierendorffplatz – Richard-Wagner-Platz – Bismarckstraße – Wilmersdorfer Straße – Adenauerplatz – Konstanzer Straße – Fehrbelliner Platz – Blissestraße – Berliner Straße – Bayerischer Platz – Eisenacher Straße – Kleistpark – Yorckstraße – Möckernbrücke – Mehringdamm – Gneisenaustraße – Südstern – Hermannplatz – Rathaus Neukölln – Karl-Marx-Straße – Neukölln – Grenzallee – Blaschkoallee – Parchimer Allee – Britz-Süd – Johannisthaler Chaussee – Lipschitzallee – Wutzkyallee – Zwickauer Damm – Rudow |

Am U-Bahnhof bestehen Umsteigemöglichkeiten von der Linie U7 zum Omnibusnetz der BVG.